# Флагстафф (Новая Зеландия)
Флагстафф (англ. Flagstaff, маори Te Whanaupaki) — большой холм на северо-западе города Данидин, на Южном Острове Новой Зеландии. Вместе с горой Маунт-Каргилл, которая находится на северо-востоке, формируют основную часть окружения города. Флагстафф находится в семи километрах на север от центра города.
У маори этот холм был известен под именем Вакари (маори Whakari), англоязычная форма этого названия (англ. Wakari) все еще используется для названия одноименного района в Данидине. Первая дорога к району Taieri Plains, который находится на востоке, проходит у подножья Флагстаффа и все еще используется как альтернативный путь из города.
Высота Флагстаффа — 666 метров. Холм является частью края вулкана Данидин, давно потухшего вулкана, из которого сформировался залив Отаго. Пешеходный маршрут Пайнэпл трэк (англ. The Pineapple Track), который является частью городских прогулочных маршрутов, проходит через вершину Флагстаффа. Несмотря на то, что маршрут не очень сложный, к нему необходимо отнестись с должным вниманием, так как погода в районе Флагстаффа может меняться непредсказуемо быстро.

Вид на город Данидин с вершины Флагстаффа.